# Златоградски камък
Златоградският камък (на английски: Zlatograd Rock) е каменист 250 метров връх, най-източната точка на хребета Боулс, на остров Ливингстън край бреговете на Антарктика. Върхът се намира над ледника Струма на северозапад и над ледника Хюрън на юг и изток. Той носи името на град Златоград в Родопите, България.

## Местонахождение
Разположен е на около 1,25 km от нунатака Атанасов в посока изток-североизток, 1,9 km на югоизток от връх Сливен и на 3,7 km на северозапад от нунатака Годеч.
Първото картографиране на върха е осъществено от българската експедиция Тангра 2004/05.

## Карти
- L.L. Ivanov et al, Antarctica: Livingston Island, South Shetland Islands (from English Strait to Morton Strait, with illustrations and ice-cover distribution), 1:100000 scale topographic map, Antarctic Place-names Commission of Bulgaria, Sofia, 2005
- Л. Иванов. Антарктика: Остров Ливингстън и острови Гринуич, Робърт, Сноу и Смит. Топографска карта в мащаб 1:120000. Троян: Фондация Манфред Вьорнер, 2009. ISBN 978-954-92032-4-0
- Л. Иванов. Карта на остров Ливингстън. В: Иванов, Л. и Н. Иванова. Антарктика: Природа, история, усвояване, географски имена и българско участие. София: Фондация Манфред Вьорнер, 2014. с. 18 – 19. ISBN 978-619-90008-1-6